# 薩拉坦·隆比真歷
薩拉坦·隆比真歷（英語：Zlatan Ljubijankič，1983年12月15日—），是一名斯洛文尼亞足球运动员，司职前鋒，目前效力日本職業足球甲級聯賽球队浦和紅鑽。

## 榮譽

### 當姆薩尼
- 斯洛文尼亞甲組聯賽: 2006-07
- 斯洛文尼亞超級盃: 2007

## 連結
- Player profile - KAA Gent
- Player profile （页面存档备份，存于） - NZS
- Career details （页面存档备份，存于） at National Football Teams